# Llano Norte (Coclé)
Llano Norte es un corregimiento del distrito de La Pintada, en la provincia de Coclé, República de Panamá. Fue fundado el 25 de abril de 2011, segregado del corregimiento de Llano Grande. Su cabecera es Molejón.